# 1360
Năm 1360 là một năm trong lịch Julius.